# Paul-Charles-Amable de Bourgoing
Pour les articles homonymes, voir Bourgoing.
Paul-Charles-Amable, baron de Bourgoing (19 décembre 1791 à Hambourg - 16 août 1864 à Paris), est un militaire, diplomate et homme politique français. Il a également déposé un brevet pour des procédés de lithophanie.

## Biographie

### Carrière militaire
Fils de Jean-François de Bourgoing et de Marie-Benoîte-Joséphine Prévost de La Croix, il entre au service militaire en 1811. Il fera dans les rangs de la Jeune Garde les campagnes de Russie (1812) et d'Allemagne (1813). Il est aide de camp du maréchal-duc de Trévise lors de la campagne de France (1814). Il fut grièvement blessé au bras lors de la bataille de Montmirail. À la suite de ce fait d'armes remarqué par l'Empereur sur le champ de bataille, il reçut le titre de baron d'Empire.
Il a laissé des Souvenirs Militaires édité par les soins de son petit-neveu Pierre de Bourgoing (Plon, 1897).

### Carrière diplomatique
Sous la Restauration, il entre dans la diplomatie et sera tour à tour attaché d'ambassade à Berlin, Munich et Vienne. Il est premier secrétaire d'ambassade à Saint-Pétersbourg en 1828 lorsque éclate la guerre russo-turque (1828-1829), il accompagne l'état-major russe et se distingue au siège de Silistrie. Toujours en poste auprès du Tsar en 1830, il évita la rupture qu'aurait pu causer la chute des Bourbons.
Ministre plénipotentiaire en Saxe (1832), puis en Bavière (1835), la monarchie de Juillet le fait pair de France le 25 décembre 1841. A la Chambre des pairs, il se montra dévoué à Louis-Philippe Ier.
Écarté un temps des affaires par la Seconde République, le Prince-Président le nomme ambassadeur de France en Espagne en 1849.
Le 31 décembre 1852, il est nommé sénateur du Second Empire.
Le baron de Bourgoing avait épousé, le 20 mai 1834, Louise Clarisse (1813-1835), fille posthume du général-comte Montbrun (1770-1812). Veuf et sans hoirs, il convola en secondes noces, le 15 septembre 1836, avec Ida de Lotzbeck de Weyhern, dont il eut :
- Othon Othelin Fabien Honoré Paul (1839 ✝ 8 septembre 1908 - Reichenau (Autriche)), baron de Bourgoing, ministre plénipotentiaire, officier de la Légion d'honneur, marié le 16 septembre 1871 à Vienne (Autriche), avec Therese, « Reichsgräfin Kinský von Chinic und Tettau » (née en 1851) ;
- Inès, mariée 1856 avec Godefroi, comte de Waldner de Freundstein[Note 1] (né en 1824), saint-cyrien (promotion de Djemmah), officier d'infanterie, général de brigade, officier de la Légion d'honneur, dont postérité.

### Inventeur
"Érudit et chercheur ardent, à qui la passion des découvertes et des essais dans le domaine des arts industriels enlevait souvent le sommeil", il réinvente le procédé de lithophanie pour lequel, il dépose un brevet en 1827. Son brevet décrit la lithophanie translucide, la lithophanie en clair-terni  et la lithophanie en ombre adoucie. 
Il crée, pour exploiter son invention, une société en association avec le baron Alexis Sylvain du Tremblay à Rubelles. Son application à la faïence est dénommé l'émail ombrant. 

## Œuvres
- Tableau de l'état actuel et des progrès probables des chemins de fer de l'Allemagne et du continent européen, comparés avec ce qui existe et ce qui se prépare en France à cet égard ; avec une carte indiquant les réseaux de fer qui sont établis ou qui seront construits. Paris : Carilian-Goeury : Victor Dalmont, 1842. (Lire en ligne)
- Souvenirs militaires du baron de Bourgoing 1791-1815 : publiés par le baron Pierre de Bourgoing, Paris, Plon, 1897 (1re éd. 1864), 342 p.[7].